# Jorge José de Amorim Campos
Jorge José de Amorim Campos, conegut com a Jorginho, (Rio de Janeiro, Brasil, 17 d'agost de 1964) és un exfutbolista brasiler. Va disputar 64 partits amb la selecció del Brasil.